# Орлівка (річка)
Орлі́вка — річка в Україні, ліва притока, впадає до Кринки (басейн Сіверського Дінця). Долина коритоподібна.
Живиться за рахунок атмосферних опадів. Льодостав нестійкий (з грудня до початку березня). Використовується на сільськогосподарські потреби.
Бере початок із південного заходу м. Шахтарськ. Тече територією Амвросіївського району Донецької області. Впадає до Кринки в Степано-Кринці Амвросіївського району Донецької області. Споруджено ставки.